# Isolement

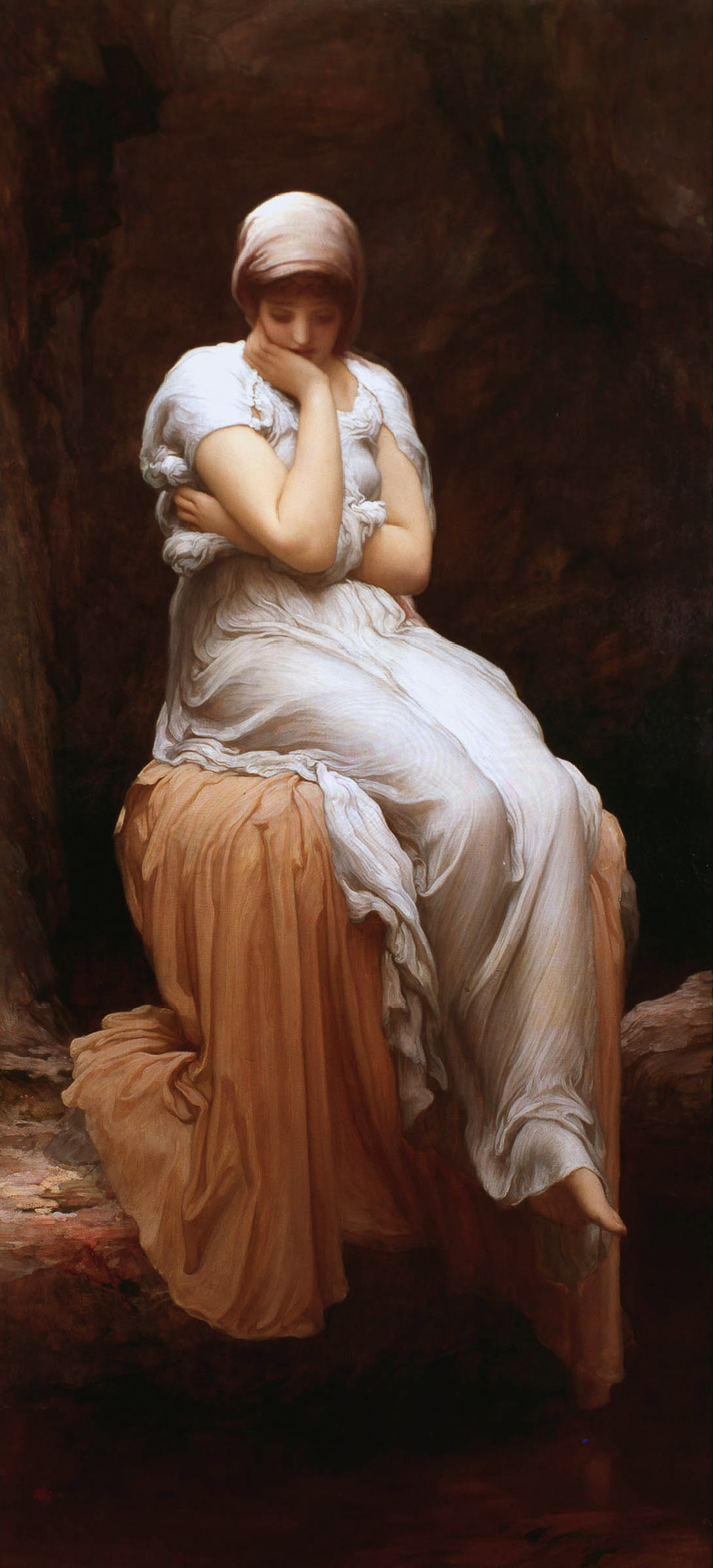
Solitude par Frederic Leighton.

Pour les articles homonymes, voir Isolement (homonymie).
Cet article possède un paronyme, voir Isolation.
Ne doit pas être confondu avec Solitude.
L'isolement est le constat d'une situation dans laquelle un individu est séparé de gré ou de force du reste de son environnement habituel.
Certaines formes d'isolement peuvent être à la source d'un état pathologique de solitude.

## Typologie

### Isolement sanitaire

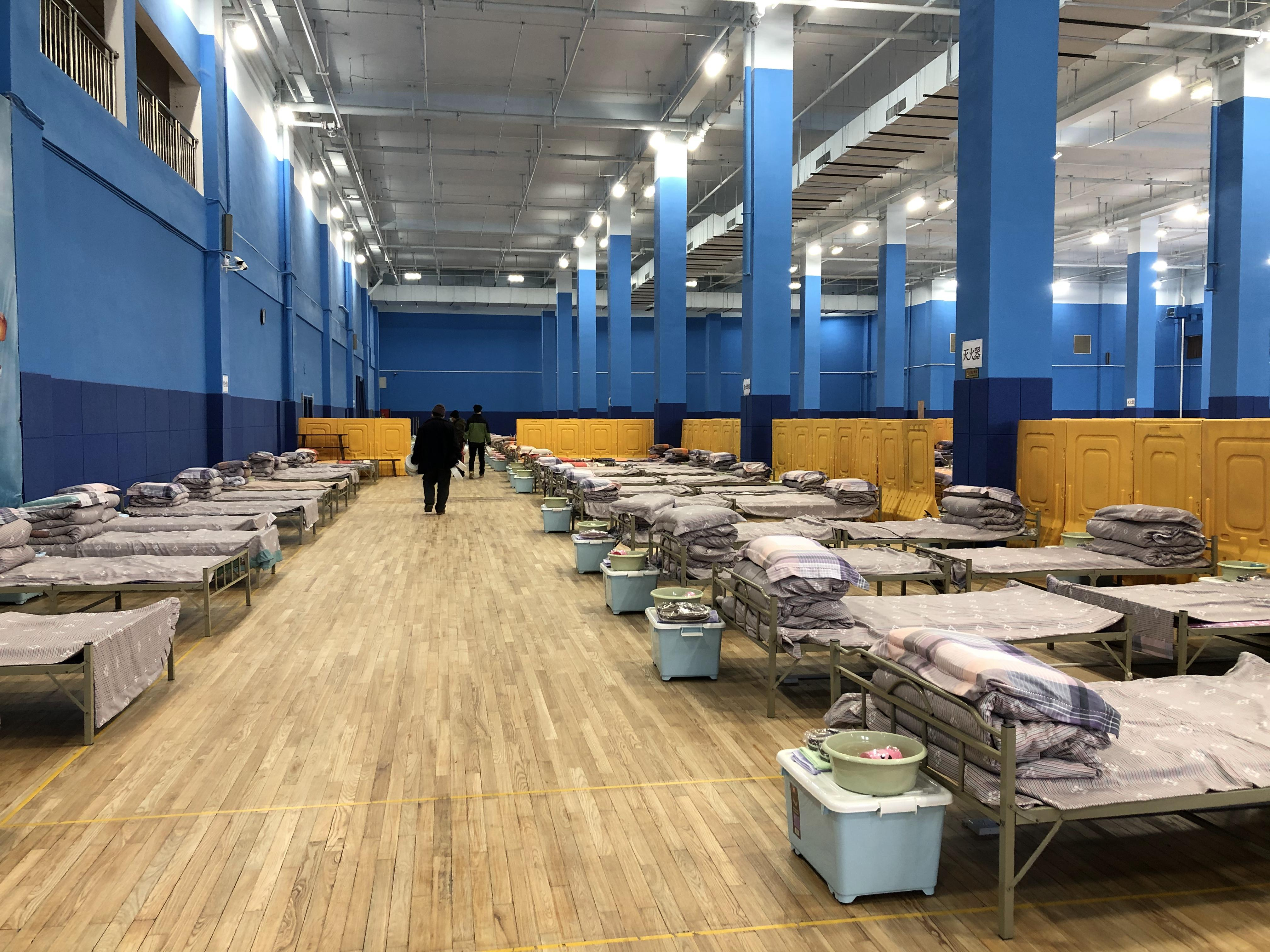
Centre sportif réquisitionné pour l'isolement et le soin de personnes infectées par la maladie à coronavirus 2019, à Wuhan (Chine).

L'isolement de personnes ayant une maladie infectieuse peut correspondre à une nécessité sanitaire pour éviter la propagation de maladies contagieuses. L'isolement est cité dans la Bible, lorsque les lépreux sont mis à l'écart de la population. Au XIXe siècle on a recommandé de placer les patients dans des établissements séparés.
L'Organisation mondiale de la santé, préconise l'isolement dans ses différentes composantes et notamment le placement en chambres individuelles. L'isolement concerne aussi le port d'équipements de protection, masques, gants, blouses, etcc. L'isolement des patients est prescrit comme mesure efficace contre la propagation des maladies infectieuses.
La mise à l'écart de personnes en cas de suspicion de maladies contagieuses, pour empêcher leur propagation, est appelé quarantaine. À l'inverse, la mise à l'écart de personnes pour éviter qu'elles soient elles-mêmes infectées, notamment lors de risques accrus ou de facteurs défavorables, s'appelle un isolement protecteur.
L'isolement est utilisé en psychiatrie en cas de troubles du comportement entraînent un danger important et imminent pour le patient ou pour autrui.

### Isolement relationnel

#### Isolement relationnel volontaire
L'isolement peut être librement recherché par une personne, généralement de façon temporaire, pour des motifs positifs comme la recherche d'intimité, le besoin de prendre de la distance, de supprimer toute sollicitation extérieure perturbante pour permettre une meilleure concentration, réflexion, méditation ou ressourcement.

#### Isolement relationnel «subi»
En revanche, un isolement « subi » contrevient aux besoins relationnels élémentaires de la personne. Celle-ci se trouve alors — pour des raisons multiples extérieures et/ou propres à sa personnalité — en situation d'isolement social : Ses relations sociales sont amoindries ou perdues, ce qui les conduit la plupart du temps à éprouver un sentiment de souffrance et de solitude.

## Effets de l'isolement

### Effets physiologiques
Les symptômes d'un isolement total, également appelé privation sensorielle, incluent souvent l'anxiété, des illusions sensorielles, ou même un trouble de la perception du temps. Cependant, ces symptômes surviennent lorsqu'il n'y a absolument aucune stimulation du système sensoriel et aucun contact avec le monde extérieur. Ainsi, lorsque l'individu ne trouve rien à faire pour s'occuper l'esprit, celui-ci peut très vite se remettre en question. De plus, l'isolement à long terme est souvent perçu comme indésirable, causant la solitude ou la réclusion résultant en une incapacité d'établir des relations sociales. En outre, cela pourrait éventuellement conduire à une dépression clinique. Cependant, pour certains individus, l'isolement ne conduit pas à la dépression. Des individus (par ex., les moines) apprécient l'isolement à long terme et le décrivent comme un éveil spirituel.
L'ouvrage datant de 2008 de John T. Cacioppo, Loneliness: Human Nature and the Need for Social Connection, décrit cinq pathologies distinctes à travers lesquelles l'isolement social contribue à fortes maladies et à la mort prématurée. La solitude forcée (confinement solitaire) a été une méthode punitive à travers les époques, souvent considérée comme une forme de torture. En contraste, certaines conditions psychologiques (telles que la schizophrénie et le trouble de la personnalité schizoïde) sont fortement liées aux recherches de la solitude. Durant certaines études animales, l'isolement cause une psychose. Les criminels et délinquants récidivistes sont maintenus en « isolement » dans les prisons afin de préserver la société de leur méfaits.

### Effets psychologiques
Il existe des effets positifs et négatifs de l'isolement. La plupart du temps, elles se déterminent selon la durée pendant laquelle l'individu reste isolé. Les effets positifs peuvent impliquer la spiritualité, tandis que les effets négatifs impliquent une privation insupportable de liens sociaux qui provoque des troubles mentaux. Bien que l'isolement positif soit désiré, l'isolement négatif est souvent involontaire et non-désiré lorsqu'il survient.

#### Effets positifs
Passer du temps seul en isolement peut être bénéfique. La liberté est considérée comme le facteur le plus bénéfique de l'isolement ; aucune contrainte ne peut atteindre un individu en isolement, ce qui donne plus de liberté dans ses activités. Grâce à cette liberté, les choix d'un individu sont moins affectés par l'entourage. La créativité d'un individu peut également être attribuée à l'isolement volontaire. En 1994, le psychologue Mihaly Csikszentmihalyi découvre que les adolescents qui ne peuvent passer du temps seuls sont moins attraits à la créativité. Un autre effet bénéfique prouvé dans l'isolement est le développement de soi.

#### Effets négatifs
Un isolement trop important peut avoir des effets négatifs. La plupart des effets négatifs peut être observés chez les prisonniers. Souvent, les prisonniers passent du temps seuls en isolement et leur état psychologique peut empirer. Les effets négatifs dépendent également de l'âge ; les très jeunes individus qui font face à l'isolement peuvent réagir négativement. C'est parce que souvent l'isolement n'est pas choisi par l'enfant. L'isolement, comme la solitude, chez les enfants surviennent lorsque ces derniers ne souhaitent pas se faire d'amis et préfèrent rester seuls, ce qui peut causer la timidité et l'isolement social.